# Новоямашево
Новоямашево (баш. Яңы Ямаш) — деревня в Куюргазинском районе Башкортостана, входит в состав Кривле-Илюшкинского сельсовета. 

## Население
| 2002 | 2009 | 2010 |
| ---- | ---- | ---- |
| 85   | ↗86  | ↘71  |

Национальный состав
Согласно переписи 2002 года, преобладающая национальность — башкиры (95 %).

## Географическое положение
Расстояние до:
- районного центра (Ермолаево): 27 км,
- центра сельсовета (Кривле-Илюшкино): 4 км,
- ближайшей ж/д станции (Ермолаево): 27 км.